# Oroligheterna i Tibet 2008

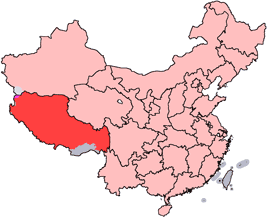
Autonoma regionen Tibet

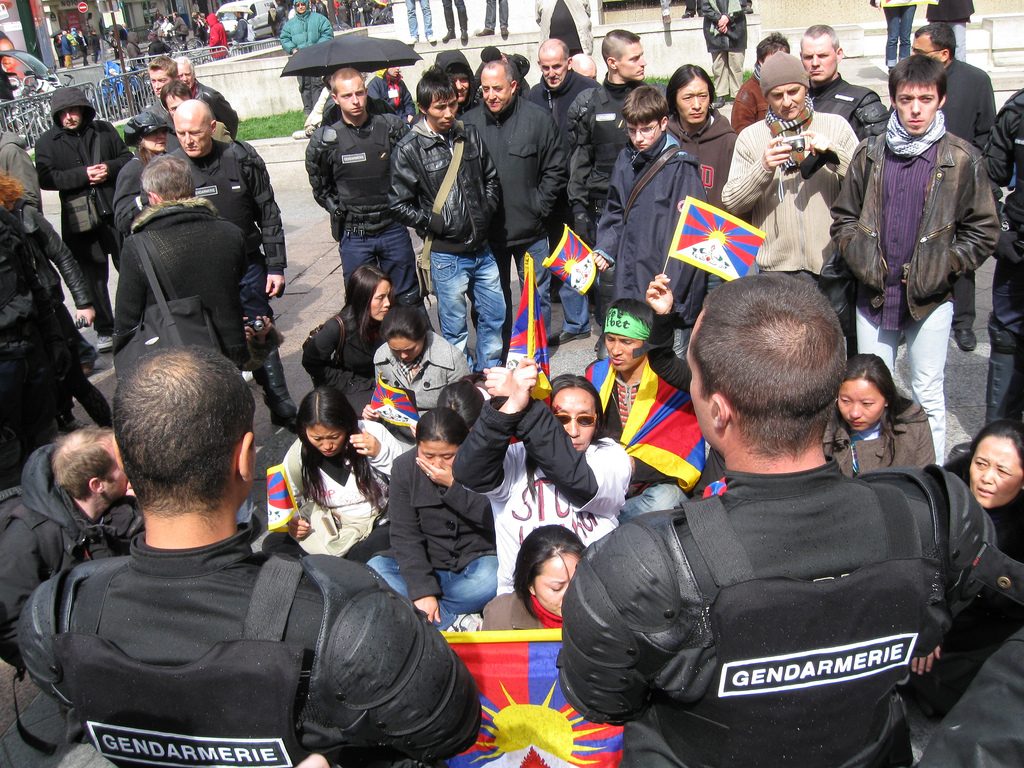
Demonstranter vid Place de l'Hôtel de Ville i Paris den 7 april 2008

Oroligheterna i Tibet 2008 berodde på en serie av åtgärder som vidtogs för att protestera mot regeringens politik i Tibet. Oroligheterna började med demonstrationer den 10 mars 2008, den 49:e årsdagen av det misslyckade upproret i Tibet 1959 mot Pekings styre. Protesterna och de efterföljande kravallerna inleddes när 300 munkar krävde att andra munkar fängslade sedan hösten skulle friges, men strax därefter kom politiska krav upp till ytan och protesterna blev våldsamma. Tibetaner attackerade icke-tibetanska etniska grupper. Upplopp, anlagda bränder och plundringar inleddes den 14 mars. Protesterna spreds senare utanför den autonoma regionen Tibet och enligt vissa källor skedde inte mindre än 125 protester, varav de flesta var fredliga och skedde i provinser som Sichuan, Gansu och Qinghai. Den kinesiska regeringen svarade med att sätta i styrkor från Folkets beväpnade polis för att undertrycka rörelsen.
Folkrepubliken Kinas premiärminister Wen Jiabao anklagade Tenzin Gyatso, den 14:e och nuvarande Dalai Lama, för att vara hjärnan bakom våldet, medan Dalai Lama förnekade anklagelserna och menade att upproren orsakades av ett stort missnöje i Tibet. Spänningen mellan dessa två viktiga personer fram till OS i Peking 2008 har dragit stor internationell uppmärksamhet till kränkningarna av de mänskliga rättigheterna i Kina.